# Ashley Bryant
Ashley Bryant (ur. 17 maja 1991) – brytyjski lekkoatleta, wieloboista.
Uczestnik dziesięcioboju na mistrzostwach świata juniorów 2010. Został także zgłoszony do mistrzostwach świata 2013, jednak nie wystartował w nich. Wicemistrz igrzysk Wspólnoty Narodów z Glasgow (2014). Piąty zawodnik mistrzostw Europy w Amsterdamie (2016), dziewiąty w halowych mistrzostwach Europy w Belgradzie oraz jedenasty na światowym czempionacie w Londynie (oba w 2017).

## Osiągnięcia
| Rok  | Impreza                       | Miejsce   | Konkurencja   | Lokata      | Wynik     | Reprezentacja |
| ---- | ----------------------------- | --------- | ------------- | ----------- | --------- | ------------- |
| 2010 | Mistrzostwach świata juniorów | Moncton   | dziesięciobój | 16. miejsce | 6975 pkt. | GBR           |
| 2013 | Mistrzostwach świata          | Moskwa    | dziesięciobój | DNS         | DNS       | GBR           |
| 2014 | Igrzyska Wspólnoty Narodów    | Glasgow   | dziesięciobój | 2. miejsce  | 8109 pkt. | ENG           |
| 2014 | Mistrzostwa Europy            | Zurych    | dziesięciobój | –           | DNF       | GBR           |
| 2016 | Mistrzostwa Europy            | Amsterdam | dziesięciobój | 5. miejsce  | 8040 pkt. | GBR           |
| 2017 | Halowe mistrzostwa Europy     | Belgrad   | siedmiobój    | 9. miejsce  | 5945 pkt. | GBR           |
| 2017 | Mistrzostwa świata            | Londyn    | dziesięciobój | 11. miejsce | 8049 pkt. | GBR           |

## Rekordy życiowe
- dziesięciobój lekkoatletyczny – 8163 pkt. (2017)
- siedmiobój lekkoatletyczny (hala) – 5975 pkt. (2017)